# Lycosa capensis
Lycosa capensis är en spindelart som beskrevs av Simon 1898. Lycosa capensis ingår i släktet Lycosa och familjen vargspindlar. Inga underarter finns listade i Catalogue of Life.